# Ari Pulkkinen
Ari Pulkkinen é um músico e compositor finlandês, mais conhecido por seus trabalhos em títulos da Frozenbyte e Rovio, como a franquia Trine e Angry Birds.